# R.D. Evans
Robert Evans (né le 19 octobre 1983) est un catcheur canadien plus connu sous le nom de R.D. Evans. Il travaille actuellement à Impact Wrestling en tant que producteur.

## Carrière

### Ring of Honor (2010-2014)

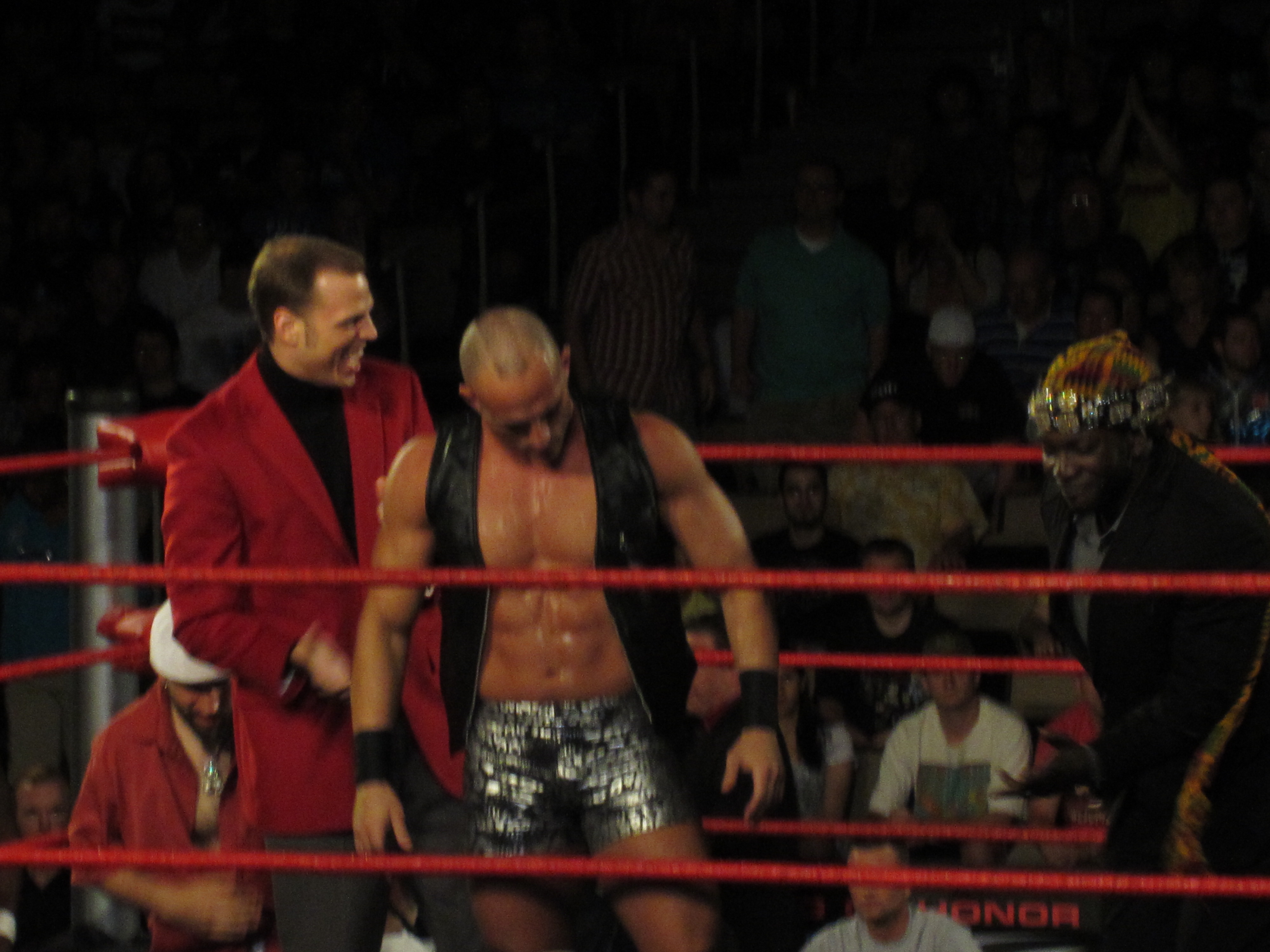
R.D. Evans avec The Embassy

#### Marshall Law et The Streak (2013-2014)
Lors de Field of Honor (2014), il s'associe avec Moose, la nouvelle recrue de la ROH, et battent Brutal Burger (Bob Evans et Cheeseburger). Il enchaîne les victoires, cependant, lors de Glory by Honor XIII, il perd face à Jay Lethal pour le titre de la télévision de la ROH, après une intervention de son partenaire Moose. Le 22 novembre, Moose et Stokely Hathaway dévoilent que Prince Nana (en) est la personne qui les a convaincu à le trahir. Lors de Final Battle (2014), il perd contre Moose.

### World Wrestling Entertainment (2013)
Le 10 septembre 2013, Evans a fait une apparition pour la WWE au tapings du 13 septembre dans un épisode de SmackDown, en prenant part à un segment d'entrevue, où il a été giflé par Ryback.

### Retour à la World Wrestling Entertainment (2016-2019)
Le 20 octobre 2016, il signe un contrat avec la WWE pour devenir producteur. 
Le 11 avril 2019, il est renvoyé de la compagnie. 

### Impact Wrestling (2019-...)
Le 17 octobre 2019, il signe à Impact Wrestling en tant que producteur.

## Palmarès
- Anarchy Championship Wrestling
  - 1 fois ACW Heavyweight Champion
  - 3 fois ACW U–30 Young Gun Champion

- Full Effect Wrestling
  - 1 fois FEW Tag Team Champion avec Matt Palmer

- Monarchy Championship Wrestling
  - 1 fois MCW Heavyweight Champion

- National Wrestling Alliance
  - 1 fois NWA Texas Junior Heavyweight Champion

- New Age Wrestling Alliance
  - 1 fois NAWA Heavyweight Champion

- Professional Championship Wrestling
  - 3 fois PCW Cruiserweight Champion
  - 1 fois PCW Uncut Heavyweight Champion
  - 2 fois PCW Uncut Tag Team Champion avec James Johnson (1) et Aaron Eagle (1)

- Southwest Premier Wrestling
  - 1 fois SPW Tag Team Champion avec Matt Palmer

- Super Stars of Wrestling
  - 1 fois SSOW Cruiserweight Champion

- Universal Wrestling Federation
  - 2 fois UWF Cruiserweight Champion

- XCW Pro Wrestling
  - 1 fois XCW Tag Team Champion avec Hugh Rogue